# Закон Стерджена
Закон Стерджена (англ. Sturgeon's Law) —  афористичне твердження «Ніщо не може завжди йти правильно» (варіант: «Все іноді йде не так, як хотілося б») (англ. «Nothing is always absolutely so»), висловлене письменником-фантастом  Теодором Стердженом у фантастичному оповіданні «The Claustrophile».

## Оригінальний закон Стерджена
Стерджен вважав, що закон Стерджена означає, що "ніщо не є завжди абсолютно таким". Цей вислів раніше з'явився в його оповіданні "Клаустрофіл" в одному з номерів журналу "Галактика" за 1956 рік.
Другий вислів, який по-різному перекладається як "дев'яносто відсотків усього - грубість" або "дев'яносто відсотків усього - лайно", був відомий як "Одкровення Стерджена", сформульоване ним у його колонці книжкових оглядів для журналу Venture у 1957 році.

## Одкровення Стерджена
«Законом Стерджена» часто також називають так зване «Одкровення Стерджена» (Sturgeon's Revelation): «90 відсотків чого завгодно — дурниця» («Ninety percent of everything is crud», «Ninety percent of everything is crap»).

### Версії походження
Відомо дві версії походження «Одкровення Стерджена».
- Згідно з першою, «Одкровення» було вперше сформульовано в статті Стерджена, опублікованій у березневому номері журналу «Venture Science Fiction» за 1958 рік, де було сказано, зокрема, що за твердженнями противників фантастики, «90% фантастики — повна нісенітниця»[4].

- Згідно з другою версією, «Одкровення» було сформульовано Стердженом під час публічної дискусії з якимось професором літератури, який зачитав кілька витягів з фантастичних творів і зробив висновок, що 90% фантастики — це повна нісенітниця, на що Стерджен заперечив, що 90% чого завгодно — повна нісенітниця, а наукова фантастика підпорядковується тим самим закономірностям, що й інші жанри[5].